# Slaven Smiljanić
Slaven Klarin-Smiljanić (Jezera, 23 settembre 1978) è un ex cestista e dirigente d'azienda croato naturalizzato svizzero.
Dal 2017 viene nominato Chief Financial Officer di Fiat Chrysler Automobiles Switzerland SA.

## Palmarès
- Campione LNBA (2003, 2004, 2009)
- Campione LNBB (2006)
- Coppa Svizzera (2008, 2009)
- Finalista Coppa Svizzera (2003, 2010)